# Delia Fiallo
Delia Fiallo (La Habana, 4 de julio de 1924-Coral Gables, Florida, 29 de junio de 2021) fue una escritora y guionista de radionovelas y telenovelas cubana residente en Miami, Florida. Sus obras televisivas se han producido principalmente en Venezuela, pero también escribió historias para las televisiones de Argentina, Brasil, Colombia, Estados Unidos, México, Perú y Puerto Rico.

## Biografía
Fue una de las más destacadas representantes de la novela rosa contemporánea, incursionando en varios géneros como se aprecia en su producción literaria. Vivió un tiempo en Venezuela donde se realizaron sus mayores producciones para Venevisión y luego para RCTV.
Fue considerada por la aportación que dio al género del melodrama rosa en la década de 1970 y mediados de los años 1980 como «Madre de la telenovela latinoamericana». Sus telenovelas han sido versionadas con los años en diferentes países e idiomas, que han dado casi un total de más 80 versiones exitosas.
Estudió Filosofía y Letras en La Habana, recibiendo un doctorado en 1948. Comenzó escribiendo radionovelas en La Habana en 1949, siendo su primera adaptación, la telenovela Soraya, emitida en Cuba en 1957. Salió de este país, junto a su familia, en 1966, para exiliarse en la ciudad de Miami, lugar donde estuvo escribiendo gran parte de sus novelas, aunque visitó en diferentes ocasiones Venezuela para poder supervisar en pequeñas ocasiones las producciones.
Gracias a su compatriota Enrique Cuscó pudo contactar con los dueños de Venevisión, televisora que transmitió su primera telenovela en el país, Lucecita en 1967.
La última telenovela original escrita por Fiallo fue Cristal en 1985.

### Fallecimiento
Durante los últimos años, su salud empezó a complicarse demasiado debido a su avanzada edad, habiéndose sometido a varias operaciones y tratamientos.
El 29 de junio del 2021 falleció a los 96 años en Coral Gables rodeada de su familia, 5 días antes de cumplir 97 años.

## Telenovelas

### Historias originales

#### Radionovelas
- La señorita Elena
- Ligia Sandoval
- Soraya
- El ángel perverso
- Tu mundo y el mío
- La mujer que no podía amar
- Deshonrada
- Más fuerte que el odio
- Tu amor fue mi pecado
- Siempre te he querido

#### Telenovelas
- Cristal - Venezuela (1985-1986), con Lupita Ferrer, Jeannette Rodríguez, Carlos Mata y Raúl Amundaray[18]
- Leonela y Miedo al amor - Venezuela (1983-1984), con Mayra Alejandra y Carlos Olivier
- Querida mamá - Venezuela (1982), con Hilda Carrero y Eduardo Serrano
- La heredera - Venezuela (1981-1982), con Hilda Carrero y Eduardo Serrano
- Mi mejor amiga - Venezuela (1980-1981), con Flor Núñez y Félix Loreto
- María del Mar - Venezuela (1978), con Chelo Rodríguez y Arnaldo André
- Rafaela - Venezuela (1977), con Chelo Rodríguez y Arnaldo André
- La Zulianita - Venezuela (1976), con Lupita Ferrer y José Bardina
- Mariana de la noche - Venezuela (1975-1976), con Lupita Ferrer y José Bardina
- Una muchacha llamada Milagros - Venezuela (1973–1974), con Rebeca González y José Bardina
- Peregrina - Venezuela (1973) con Rebeca González y José Bardina
- María Teresa - Venezuela (1972) con Lupita Ferrer y José Bardina
- Esmeralda - Venezuela (1970-1971), con Lupita Ferrer y José Bardina
- Lisa, mi amor - Venezuela (1970), con Marina Baura y José Bardina
- Bajo el cielo de Argelia - Cuba (1962)
- Hasta que la muerte nos separe - Cuba (1957)

### Adaptaciones
- Pobre diabla - Argentina-Venezuela (1990) con Jeannette Rodríguez y Osvaldo Laport - Historia original de Alberto Migré
- Laura y Virginia - Venezuela (1977), con Mary Soliani, Alejandra Pinedo y Luis Abreu - Historia original de Enrique Jarnes
- Cumbres Borrascosas - Venezuela (1976-1977), con Elluz Peraza y José Bardina - Historia original de Emily Brontë
- Mi hermana gemela - Venezuela (1975), con Lupita Ferrer y José Bardina - Historia original de Delia González Márquez
- Doña Bárbara - Venezuela (1967), con Lupita Ferrer - Historia original de Rómulo Gallegos

### Nuevas versiones reescritas por ella misma
- Pobre diabla (Pobre diabla) - Perú (2000-2001) con Angie Cepeda y Salvador del Solar - Basada en la versión libre junto a la adaptación de Ximena Suárez
- Leonela, muriendo de amor (Leonela y Miedo al amor) - Perú (1997-1998), con Mariana Levy y Diego Bertie
- Paloma (Tu mundo y el mío) - Colombia (1994-1995), con Nelly Moreno y Edmundo Troya
- Kassandra (Peregrina) - Venezuela (1992-1993), con Coraima Torres y Osvaldo Ríos
- Lucerito (El ángel perverso) - Colombia (1992-1993), con Linda Lucía Callejas y Guillermo Gálvez
- Estrellita mía (El ángel perverso) - Argentina (1987), con Andrea del Boca y Ricardo Darín
- Atrévete (La señorita Elena) - Venezuela (1986), con Caridad Canelón y Pedro Lander
- Ligia Sandoval (Ligia Sandoval) - Venezuela (1981), con Lupita Ferrer y José Bardina (co-adaptada junto a Ana Mercedes Escamez)
- Buenos días, Isabel' (Lisa, mi amor) - Venezuela (1980), con Flor Núñez y José Bardina (co-adaptada junto a Ana Mercedes Escamez)
- Emilia (Tu mundo y el mío) - Venezuela (1979–1980), con Elluz Peraza y Eduardo Serrano (co-adaptada junto a Ana Mercedes Escamez)
- La señorita Elena (La señorita Elena) - Venezuela (1975), con Ada Riera y José Luis Rodríguez "El Puma" (co-adaptada junto a Ana Mercedes Escamez)
- Lucecita (El ángel perverso) - Venezuela (1972), con Adita Rivera y Humberto García (co-adaptada junto a Ana Mercedes Escamez)
- Rosario (Tu mundo y el mío) - Venezuela (1968), con Marina Baura y José Bardina
- La señorita Elena (La señorita Elena) - Venezuela (1967), con Marina Baura y José Bardina
- La mujer que no podia amar' (La mujer que no podía amar) - Cuba
- Ligia Sandoval (Ligia Sandoval) - Cuba
- El ángel perverso (El ángel perverso) - Cuba
- Soraya, una flor en la tormenta (Soraya) - Cuba (1957), con Gina Cabrera y Alberto González Rubio

### Nuevas versiones reescritas por otros
- Amanecer (Monte calvario & La que no podía amar) = La mujer que no podía amar) - México (2025), con Livia Brito, Fernando Colunga y Daniel Elbittar - Versión muy libre de Pablo Ferrer Travesi y Santiago Pineda
- Sin tu mirada (Esmeralda) - México (2017-2018), con Claudia Martín y Osvaldo de León - Versión de Gabriela Ortigoza
- Amor secreto (Lisa, mi amor) - Venezuela (2015-2016), con Alejandra Sandoval y Miguel de León - Adaptación de César Sierra
- Un refugio para el amor (La Zulianita) - México (2012), con Zuria Vega y Gabriel Soto - Adaptación de Georgina Tinoco y Nora Alemán
- La que no podía amar (La mujer que no podía amar) - México (2011-2012), con Ana Brenda Contreras, José Ron y Jorge Salinas - Adaptación de Ximena Suárez
- Rafaela (Rafaela) - México (2011), con Scarlet Ortiz y Jorge Poza - Adaptación de Katia R. Estrada y Enna Márquez
- Triunfo del amor (Cristal) - México (2010-2011) con Victoria Ruffo, Maite Perroni, William Levy y Osvaldo Ríos - Versión de Liliana Abud y adaptación de Ricardo Fiallega
- Mar de amor (María del Mar) - México (2009-2010), con Zuria Vega y Mario Cimarro - Adaptación de Alberto Gómez y María Antonieta Gutiérrez
- Rosalinda (María Teresa) - Filipinas (2009), con Carla Abellana y Geoff Eigenmann
- Cuidado con el ángel (Fusión de Una muchacha llamada Milagros y Siempre te he querido) - México (2008-2009) con Maite Perroni y William Levy - Adaptación de Carlos Romero, Tere Medina y Calú Gutiérrez
- Secretos del alma (Lisa, mi amor) - México (2008-2009), con Ivonne Montero y Humberto Zurita - Adaptación de Luis Zelkowiks, Gerardo Cadena y Marisela González
- Cristal (Cristal) - Brasil (2006), con Bete Coelho, Bianca Castanho, Dado Dolabella y Giuseppe Oristanio
- Peregrina (Peregrina) - México (2005-2006), con África Zavala y Eduardo Capetillo - Adaptación de Carlos Romero y Tere Medina
- Esmeralda (Esmeralda) - Brasil (2004-2005), con Bianca Castanho y Claudio Lins - Adaptación de Henrique Zambelli y Rogério Garcia
- Mariana de la noche (Mariana de la noche) - México (2003-2004), con Alejandra Barros y Jorge Salinas - Versión de Liliana Abud[19]
- Soledad (Querida mamá) - Perú (2001), con Coraima Torres y Guillermo Pérez - Adaptación de Maritza Kirchhausen y Luis Felipe Alvarado
- Milagros (La heredera) - Perú (2000-2001), con Sonya Smith y Roberto Mateos - Adaptación de Enrique Moncloa y Giovanna Pollarolo
- María Emilia, querida (Tu mundo y el mío) - Perú (1999-2000), con Coraima Torres y Juan Soler - Adaptación de Ximena Suárez
- Rosalinda (María Teresa) - México (1999), con Thalía y Fernando Carrillo - Adaptación de Carlos Romero, Kary Fajer y Liliana Abud
- El privilegio de amar (Cristal) - México (1998-1999) con Helena Rojo, Adela Noriega, René Strickler y Andrés García - Versión de Liliana Abud
- Luz María (El ángel perverso) - Perú (1998-1999), con Angie Cepeda y Christian Meier - Adaptación de Maritza Kirchhausen y Luis Felipe Alvarado[20]
- Vivo por Elena (La señorita Elena) - México (1998), con Victoria Ruffo y Saúl Lisazo - Adaptación de Marcia del Río
- Esmeralda (Esmeralda) - México (1997), con Leticia Calderón y Fernando Colunga - Adaptación de Georgina Tinoco, Dolores Ortega y Luz Orlín
- Todo por tu amor (Ligia Sandoval) - Venezuela (1997), con Jeannette Rodríguez y Jean Carlo Simancas - Adaptación de Alberto Gómez
- Te sigo amando (La mujer que no podía amar) - México (1996-1997), con Claudia Ramírez, Luis José Santander y Sergio Goyri - Adaptación de René Muñoz
- Morelia (La Zulianita) - México-EE. UU. (1994-1995), con Alpha Acosta y Arturo Peniche - Adaptación de Ximena Suárez
- Alejandra (Rafaela) - Venezuela (1994), con María Conchita Alonso y Jorge Schubert
- Guadalupe (La heredera) - EE. UU.-España (1993-1994), con Adela Noriega y Eduardo Yáñez - Adaptación de Tabaré Pérez e Isamar Hernández
- Rosangélica (María Teresa) - Venezuela (1993), con Sonya Smith y Víctor Cámara - Adaptación de Alicia Barrios
- Marielena (Querida mamá) - EE. UU.-España (1992-1993), con Lucía Méndez y Eduardo Yáñez - Adaptación de Tabaré Pérez e Isamar Hernández
- Bellísima (Cristal) - Venezuela (1991-1992), con Emma Rabbe, Víctor Cámara, y Nancy González - Adaptación de Valentina Párraga
- Inés Duarte, secretaria (Lisa, mi amor) - Venezuela (1990–1991), con Amanda Gutiérrez y Víctor Cámara - Adaptación de Alicia Barrios
- Adorable Mónica (La heredera) - Venezuela (1990-1991), con Emma Rabbe y Guillermo Dávila - Adaptación de Irene Calcaño y Milagros del Valle
- Segunda parte de Gardenia - Venezuela (1990) (Tu mundo y el mío) , con Caridad Canelón y Orlando Urdaneta - Adaptación de Leonardo Padrón
- Fabiola (Tu mundo y el mío) - Venezuela (1989-1990), con Alba Roversi y Guillermo Dávila - Adaptación de Ana Mercedes Escámez
- Maribel (La Zulianita) - Venezuela (1989), con Tatiana Capote y Luis José Santander - Adaptación de Ana Mercedes Escámez
- Selva María (Mariana de la noche) - Venezuela (1988), con Mariela Alcalá y Franklin Virgüez - Adaptación de Gustavo Michelena
- Primavera (María Teresa) - Venezuela (1988), con Gigi Zanchetta y Fernando Carrillo - Adaptación de Vivel Nouel
- La muchacha del circo (Peregrina) - Venezuela (1988), con Catherine Fulop y Fernando Carrillo
- Roberta (Rafaela) - Venezuela (1987), con Tatiana Capote y Henry Zakka
- Mi amada Beatriz (Una muchacha llamada Milagros) - Venezuela (1987-1988) con Catherine Fulop y Miguel Alcántara - Adaptación de Benilde Ávila
- Tu mundo y el mío (Tu mundo y el mío) - Argentina (1987-1988), con Nohely Arteaga y Daniel Guerrero - Adaptación de Alberto Giarrocco
- Monte calvario (La mujer que no podía amar) - México (1986), con Edith González, Arturo Peniche y José Alonso - Adaptación de Carlos Romero
- María de nadie (La Zulianita) - Argentina (1985-1986), con Grecia Colmenares y Jorge Martínez - Adaptación de Federico Pagano
- Topacio (Esmeralda) - Venezuela (1984), con Grecia Colmenares y Víctor Cámara - Adaptación de Ana Mercedes Escámez, Milagros del Valle y Benilde Ávila
- Virginia (El ángel perverso) - Venezuela (1983-1984), con Alba Roversi y Miguel Ángel Landa
- Marta y Javier (Siempre te he querido) - Venezuela (1983), con Mayra Alejandra y Carlos Olivier - Adaptación de Ligia Lezama
- Mi querida Silvia (Soraya) - Puerto Rico (1978), con Marilyn Pupo y Daniel Lugo
- Lucecita (El ángel perverso) - España (Película) (1976), con Analia Gadé y Juan Luis Galiardo
- Lucecita (El ángel perverso) - España (Radionovela) (1974-1975), con Mari Carmen Hernández y Manolo Otero - Adaptación de Kiko Hernández
- Estrellita, esa pobre campesina (El ángel perverso) - Argentina (1968), con Marta González y Germán Krauss
- Lucecita (El ángel perverso) - Venezuela (1967-1968), con Marina Baura y José Bardina - Adaptación de Ligia Lezama

## Premios y nominaciones
| Año  | Categoría                                      | Nominado/a   | Resultado |
| ---- | ---------------------------------------------- | ------------ | --------- |
| 1948 | Premio Internacional de Cuentos Hernández Cata | Delia Fiallo | Ganadora  |
| 1978 | Premios Onda                                   | Delia Fiallo | Ganadora  |
| 2011 | Trayectoria                                    | Delia Fiallo | Ganadora  |